# روان‌شناسی گروهی فاشیسم
روان‌شناسی گروهی فاشیسم (به آلمانی: Die Massenpsychologie des Faschismus) کتابی است که در سال ۱۹۳۳ توسط ویلهلم رایش نگاشته شد. در این کتاب به توضیح چگونگی به قدرت رسیدن فاشیسم می‌پردازد و طلوع آن را به مثابه نشانگان سرکوب جنسی طبقه‌بندی می‌کند.

## دورنما
رایش، که اصالتاً اهل گالیسیا واقع در امپراتوری اتریش-مجارستان بود و در وین به ممارست روانکاوی و روان‌پزشکی پرداخته بود، در سال ۱۹۲۸ به عضویت حزب جامعه دموکراتیک اتریش (SPÖ) درآمد. وی به محض انتقال کار روانکاویش به برلین در سال ۱۹۳۰ به حزب کمونیست آلمان (KPD) پیوست. «روانشناسی گروهی فاشیسم»، اما، نگرشی به شدت انتقادی دربارهٔ رژیم نازی بود (بعلاوه رژیم کمونیست اتحاد جماهیر شوروی) که رایش به‌درستی می‌دانست مشمول حزب کمونیست آلمان هم خواهد شد بنابراین به محض انتشار کتابش در سال ۱۹۳۳ از حزب اخراج شد.

## ملخص
چرا توده مردم به استبداد می‌گرایند؟ یعنی دقیقاً نقطه مقابل منفعتشان
این همان سؤالی بود که کتاب رایش حول محور آن شکل گرفته بود. رایش در این کتاب به تحلیل ساختار اقتصادی و ایدئولوژیک آلمان ما بین سالهای ۱۹۲۸ تا ۱۹۳۳ پرداخت و در آن کمونیسم را «فاشیسم سرخ» خوانده و با حزب نازی همسان پنداشت و همین امر وی را به سوی اخراج از حزب کمونیست سوق داد.
رایش استدلال کرد که علت نازیسم در چیزی فراتر از فاشیسم است و آن سرکوب جنسی بود. به عنوان مثال، کودکی که متعلق به طبقه کارگر است از والدین خود می‌آموزد که میل جنسی‌اش را سرکوب کند. از این رو در بزرگسالی سرکش می‌شود و انگیزش جنسی موجب اضطراب وی خواهد شد. این گونه است که ترس از شورش به‌علاوه ترس از عطش جنسی، بر کالبد شخصیتی جامعه لنگر می‌اندازد و رفتارهای نامعقول مردم را تحت تأثیر قرار می‌دهد، آن گونه که رایش استدلال می‌کند و در ادامه می‌گوید
سرکوب گرایش جنسی طبیعی (خصوصاً تمایلات مربوط به اندام تناسلی) در کودک از وی انسانی نگران، خجالتی، فرمانبردار، مطیع اقتدار، سودمند و تنظیم شده در جهت حس استبداد می‌سازد، که نیروی تمرد را فلج می‌کند زیرا هرگونه سرکشی و تمردی گرانبار و مملو از اضطراب می‌باشد. به واسطه تحریم تفکر و کنجکاوی جنسی در کودک، یک منع عمومی در زمینه تفکر و قوای انتقادی به وجود می‌آید. به‌طور خلاصه، هدف از سرکوب جنسی، ساختن فردی است که با فرامین قدرت سازگاری داشته و علی‌رغم تمامی بدبختی و تحقیرهایی که به وی روا داشته می‌شود، مطیع باشد. کودک در وهله نخست تسلیم ساختاری از نظام استبدادی کوچکی (یعنی خانواده) می‌شود، سپس این امر وی را مستعد انقیاد در برابر سیستم استبداد عمومی خواهد کرد. شکل‌گیری نظام استبدادی به واسطه اتصال منع جنسی و اضطراب محقق می‌گردد.
رایش یادآور می‌شود رمزگرایی سواستیکا که توهمات «صحنه آغازین» (نخستین مشاهده صحنه عمل جنسی والدین توسط کودک) را فرا می‌خواند، به صورتی تماشایی نشانگر آن است که نازیسم چگونه به روشی منظم به دستکاری ناخودآگاه می‌پردازد. یک خانواده سرکوب‌گر، یک آیین زهر آلود، یک نظام آموزشی سادیست، ارعاب حزبی و انحصار اقتصادی و همه در خدمت جراحی روانشناسی احساسات ناخودآگاه فردی، تجربیات تروماتیک، تصورات، صرفه جویی جنسی، و مانند آن، و ایدئولوژی سیاسی نازی و ممارست بدتر کردن و بهره‌کشی از این امیال.
برای رایش، مبارزه فاشیسم قبل از هر کار دیگری با مطالعه علمی آن از طریق روانکاوی معنی می‌داد. که به تنهایی قادر به مقابله با نیروهای خرد گریز و سست کردن قلاب راز ورزی است و همچنین قادریم در توسعه بخشی از شیوه‌های اصیل عمل سیاسی مان آن را بکار گیریم که به بسط عمق احترام به زندگی و تلفیق موزون لیبیدو و توان جنسی می‌انجامد. رایش «دموکراسی زندگی» را پیشنهاد داد که یک سیستم خود-مدیریتی جدا از سازمان اجتماعی است که باید حافظ آزادی فردی، استقلال و مسئولیت‌پذیری باشد و بر اساس آن‌ها استوار گردد.

## توقیف
ویلهلم رایش به سبب نوشتن کتابش از حزب کمونیست آلمان اخراج گردید. هنگامی که نازی‌ها به قدرت رسیدندکتابش را توقیف کردند. وی که موقعیت را برای خود خطرناک تشخیص داد با شتاب در هیئت یک توریست مسیر اسکی آلمان را به مقصد اتریش ترک گفت. وی در سال ۱۹۳۴ بخاطر موضع‌گیری‌های سیاسی‌اش از انجمن بین‌المللی روانکاوی اخراج شد.

## خانواده اقتدار گرا به مثابه اولین سلول جامعه فاشیست
فصل ۵ کتاب دربر دارنده عبارت مشهور «خانواده اقتدار گرا به مثابه اولین سلول جامعه فاشیست» می‌باشد.
از نظرگاه توسعه اجتماعی، خانواده نمی‌تواند به عنوان سنگ بنای نظام استبدادی مطرح شود، تنها می‌تواند به مثابه یکی از با اهمیت‌ترین نهادهای حمایتی آن قلمداد شود. همان‌طور که مرکز سلول جنسی استبداد بوده و مهم‌ترین مکان باز تولید استبداد و شخصیت محافظه کار می‌باشد. خانواده‌ای که سیستم استبدادی را به خودش القا می‌کند، مهم‌ترین نهاد حفظ استبداد است. یافته‌های مورگان و انگلس در این رابطه هنوز هم صادق هستند.
میشل فوکو به سال ۱۹۶۱ در کتابش «تاریخ جنون» این تحلیل رایش را تکرار می‌کند و در آن کتاب زیستن در بیمارستان روانی را به مثابه نمادی از بازسازی یک جامعه مستبد قلمداد می‌کند. وی ابتدا از دادگاه خانواده به سال ۱۷۹۰ با عنوان «پیل اولیه دادگاه مدنی» یاد می‌کند و سپس زوج دکتر-بیمار را «سلول ریشه‌ای جنون» نام می‌نهد.
دلوز و گاتاری نیز در کارهای مشترکشان «ضد ادیپ» و «یک هزار فلات» به تکرار استدلال‌های رایش می‌پردازند که در آن، شکل‌گیری فاشیسم در سطوح ملکولی جامعه را به صحبت می‌نشینند.